# Wilfried Martens

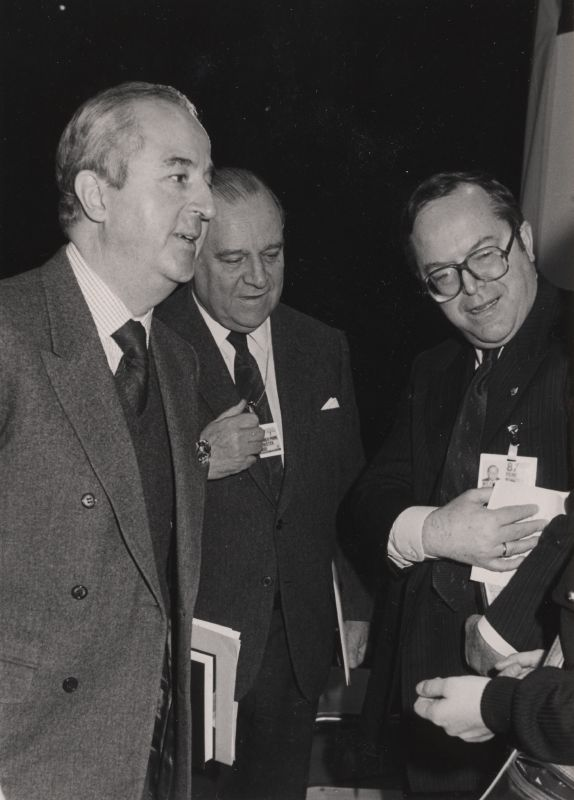
Édouard Balladur, Raymond Barre i Wilfried Martens na Światowym Forum Ekonomicznym, 1987

Wilfried Achiel Emma Martens (wym. [ˈβ̞ɪlfɾiˑt ˈmɑɾtəns]ⓘ; ur. 19 kwietnia 1936 w Sleidinge, zm. 9 października 2013 w Lokeren) – belgijski i flamandzki polityk, dziewięciokrotny premier Belgii (czterokrotnie w latach 1979–1981 i pięciokrotnie w latach 1981–1992), lider flamandzkich chadeków, parlamentarzysta krajowy i europejski. Przewodniczący Europejskiej Partii Ludowej od 1990 do 2013.

## Życiorys
Pochodził z Flandrii Zachodniej. W 1960 ukończył studia prawnicze na Katholieke Universiteit w Leuven. W tym samym roku na tej uczelni uzyskał też licencjat w zakresie notariatu. Studiował również filozofię tomistyczną. W 1968 odbył międzynarodowe seminarium na Harvard University.
Od 1960 praktykował jako adwokat przy sądzie w Gandawie. Wkrótce zaangażował się w działalność partii chadeckiej, przewodniczył organizacji młodzieżowej (1967–1971), był doradcą premierów Pierre’a Harmela i Paula Vanden Boeynants, a także urzędnikiem w administracji Leo Tindemansa. Po powstaniu dwóch odrębnych (flamandzkiego i walońskiego) ugrupowań działał w Chrześcijańskiej Partii Ludowej (CVP), przekształconej w 2001 w partię Chrześcijańscy Demokraci i Flamandowie (CD&V). Od 1972 do 1979 pełnił funkcję przewodniczącego tego ugrupowania. Jako lider CVP w 1976 brał udział w powołaniu Europejskiej Partii Ludowej (EPP), kierując przez rok jej komitetem programowym.
Między 1974 a 1991 sprawował mandat posła do Izby Reprezentantów, następnie przez trzy lata zasiadał w belgijskim Senacie. Od 3 kwietnia 1979 do 6 kwietnia 1981 po raz pierwszy zajmował stanowisko premiera, stojąc na czele czterech kolejnych koalicyjnych rządów. Ponownie funkcję tę objął 17 grudnia 1981, po czym do 7 marca 1992 nieprzerwanie kierował pięcioma gabinetami.
Od 10 maja 1990 przewodniczy Europejskiej Partii Ludowej (w 2009 wybrany na kolejną kadencję). W 1993 stanął także na czele Europejskiej Unii Chrześcijańskich Demokratów (EUCD), doprowadzając do jej połączenia się z EPP w 1996. Skutecznie (wspólnie z Saulim Niinistö) przeprowadził też proces przyłączenia się do Europejskiej Partii Ludowej grupy Europejskiej Unii Demokratycznej (EDU). Udana fuzja wszystkich międzynarodowych zrzeszeń w ramach EPP doprowadziła od powstania największej transnarodowej frakcji w Parlamencie Europejskim.
W latach 1994–1999 sprawował mandat posła do Parlamentu Europejskiego IV kadencji. Był przewodniczącym frakcji Europejskiej Partii Ludowej (Chrześcijańscy Demokraci), członkiem Komisji ds. Instytucjonalnych oraz Komisji ds. Rozwoju i Współpracy. Od października 2000 do listopada 2001 stał na czele Międzynarodówki Chadeckiej (CDI).
W 1998 został odznaczony nagrodą Premio Europeo Carlos V za wkład w rozwój Unii Europejskiej. 

## Odznaczenia
- Krzyż Wielki Orderu Leopolda II (2000)
- Wielki Order Królowej Jeleny (Chorwacja, 2006)[4]

## Życie prywatne
Miał pięcioro dzieci, dwoje z małżeństwa z Lieve Verschroeven i troje z małżeństwa z Ilse Schouteden. Z drugą żoną rozwiódł się w 2007, w następnym roku jego trzecią żoną została Miet Smet, byłą minister w swoim rządzie.

## Skład rządów

### Pierwszy rząd (1979–1980)
- Wilfried Martens (CVP), premier[6]
- Paul Vanden Boeynants (PSC), wicepremier, minister obrony (do października 1979)
- José Desmarets (PSC), wicepremier, minister obrony (od października 1979)
- Willy Claes (SP), wicepremier, minister spraw gospodarczych
- Guy Spitaels (PS), wicepremier, minister budżetu
- Renaat Van Elslande (CVP), minister sprawiedliwości
- Henri Simonet (PS), minister spraw zagranicznych
- Alfred Califice (PSC), minister opieki społecznej i emerytur
- Willy Calewaert (SP), minister służb publicznych i reform instytucjonalnych
- Albert Lavens (CVP), minister rolnictwa i klasy średniej
- Jos Chabert (CVP), minister komunikacji
- Jef Ramaekers (SP), minister edukacji
- Rika De Backer-Van Ocken (CVP), minister ds. wspólnoty flamandzkiej
- Luc Dhoore (CVP), minister zdrowia publicznego i środowiska
- Gaston Geens (CVP), minister finansów
- Lucien Outers (FDF), minister handlu zagranicznego i polityki naukowej (do stycznia 1980)
- Léon Defosset (FDF), minister ds. Regionu Stołecznego Brukseli (do stycznia 1980)
- Jean-Maurice Dehousse (PS), minister ds. Regionu Walońskiego
- Guy Mathot (PS), minister robót publicznych
- Robert Urbain (SP), minister handlu zagranicznego
- Mark Eyskens (CVP), minister współpracy rozwojowej
- Roger De Wulf (SP), minister zatrudnienia i pracy
- Jacques Hoyaux (PS), minister edukacji
- Georges Gramme (PSC), minister spraw wewnętrznych i reform instytucjonalnych
- Marc Galle (SP), minister ds. Regionu Flamandzkiego
- Michel Hansenne (PSC), minister ds. wspólnoty francuskiej

### Drugi rząd (1980)
- Wilfried Martens (CVP), premier[7]
- José Desmarets (PSC), wicepremier, minister obrony
- Willy Claes (SP), wicepremier, minister spraw gospodarczych
- Guy Spitaels (PS), wicepremier, minister budżetu
- Renaat Van Elslande (CVP), minister sprawiedliwości
- Henri Simonet (PS), minister spraw zagranicznych
- Alfred Califice (PSC), minister opieki społecznej i emerytur
- Albert Lavens (CVP), minister rolnictwa i klasy średniej
- Jos Chabert (CVP), minister komunikacji
- Jef Ramaekers (SP), minister edukacji
- Rika De Backer-Van Ocken (CVP), minister ds. wspólnoty flamandzkiej
- Luc Dhoore (CVP), minister zdrowia publicznego i środowiska
- Gaston Geens (CVP), minister finansów
- Jean-Maurice Dehousse (PS), minister ds. Regionu Walońskiego
- Guy Mathot (PS), minister robót publicznych
- Robert Urbain (SP), minister handlu zagranicznego
- Mark Eyskens (CVP), minister współpracy rozwojowej
- Roger De Wulf (SP), minister zatrudnienia i pracy
- Jacques Hoyaux (PS), minister edukacji
- Georges Gramme (PSC), minister spraw wewnętrznych, reform instytucjonalnych i polityki naukowej
- Marc Galle (SP), minister ds. Regionu Flamandzkiego
- Michel Hansenne (PSC), minister ds. wspólnoty francuskiej
- André Baudson (PS), minister poczty, telefonii i telegrafów
- Cécile Goor-Eyben (PSC), minister ds. Regionu Stołecznego Brukseli

### Trzeci rząd (1980)
- Wilfried Martens (CVP), premier[8]
- Guy Spitaels (PS), wicepremier, minister komunikacji
- Herman Vanderpoorten (PVV), wicepremier, minister sprawiedliwości i reform instytucjonalnych
- Willy Claes (SP), minister spraw gospodarczych
- José Desmarets (PSC), minister planowania i polityki naukowej
- Robert Henrion (PVV), minister finansów (do czerwca 1980)
- Paul Hatry (PRL), minister finansów  (od czerwca 1980)
- Jos Chabert (CVP), minister robót publicznych
- Charles-Ferdinand Nothomb (PSC), minister spraw zagranicznych
- Charles Poswick (PRL), minister obrony
- Alfred Califice (PSC), minister zdrowia publicznego i środowiska
- Willy Calewaert (SP), minister edukacji
- Albert Lavens (CVP), minister rolnictwa i klasy średniej
- Rika De Backer-Van Ocken (CVP), minister ds. wspólnoty flamandzkiej
- Herman De Croo (PVV), minister ds. emerytur, poczty, telefonii i telegrafów
- Luc Dhoore (CVP), minister opieki społecznej
- André Kempinaire (PVV), minister ds. wspólnoty flamandzkiej
- Gaston Geens (CVP), minister budżetu
- Jean-Maurice Dehousse (PS), minister ds. Regionu Walońskiego
- Guy Mathot (PS), minister edukacji
- Robert Urbain (SP), minister handlu zagranicznego
- Mark Eyskens (CVP), minister współpracy rozwojowej
- Roger De Wulf (SP), minister zatrudnienia i pracy
- Marc Galle (SP), minister ds. wspólnoty flamandzkiej
- Michel Hansenne (PSC), minister ds. wspólnoty francuskiej
- Cécile Goor-Eyben (PSC), minister ds. Regionu Stołecznego Brukseli
- Elie Deworme (PS), minister służb publicznych
- Philippe Moureaux (PS), minister spraw wewnętrznych i reform instytucjonalnych

### Czwarty rząd (1980–1981)
- Wilfried Martens (CVP), premier[9]
- Guy Spitaels (PS), wicepremier, minister komunikacji (do lutego 1981)
- Guy Mathot (PS), minister spraw wewnętrznych i budżetu (do lutego 1981), od lutego 1981 wicepremier, minister budżetu
- Willy Claes (SP), wicepremier, minister spraw gospodarczych
- José Desmarets (PSC), wicepremier, minister klasy średniej i planowania
- Jos Chabert (CVP), minister robót publicznych i reform instytucjonalnych
- Charles-Ferdinand Nothomb (PSC), minister spraw zagranicznych
- Willy Calewaert (SP), minister edukacji
- Albert Lavens (CVP), minister rolnictwa
- Luc Dhoore (CVP), minister opieki społecznej i zdrowia publicznego
- Gaston Geens (CVP), minister ds. wspólnoty flamandzkiej
- Jean-Maurice Dehousse (PS), minister ds. Regionu Walońskiego
- Philippe Busquin (PS), minister edukacji, od lutego 1981 minister spraw wewnętrznych
- Robert Urbain (SP), minister handlu zagranicznego
- Mark Eyskens (CVP), minister finansów
- Roger De Wulf (SP), minister zatrudnienia i pracy
- Marc Galle (SP), minister ds. wspólnoty flamandzkiej
- Michel Hansenne (PSC), minister ds. wspólnoty francuskiej
- Philippe Moureaux (PS), minister sprawiedliwości i reform instytucjonalnych
- Daniël Coens (CVP), minister współpracy rozwojowej
- Philippe Maystadt (PSC), minister służb publicznych i polityki naukowej
- André Degroeve (PS), minister ds. Regionu Stołecznego Brukseli
- Pierre Mainil (PSC), minister ds. emerytur
- Freddy Willockx (PVV), minister poczty, telefonii i telegrafów
- Frank Swaelen (CVP), minister obrony
- Valmy Féaux (PS), minister komunikacji (od lutego 1981)

### Piąty rząd (1981–1985)
- Wilfried Martens (CVP), premier[10]
- Jean Gol (PRL), wicepremier, minister sprawiedliwości i reform instytucjonalnych, od stycznia 1985 minister handlu zagranicznego
- Willy De Clercq (PVV), wicepremier, minister finansów i handlu zagranicznego (do stycznia 1985)
- Frans Grootjans (PVV), wicepremier minister finansów i klasy średniej (od stycznia 1985)
- Charles-Ferdinand Nothomb (PSC), wicepremier, minister spraw wewnętrznych, służb publicznych
- Leo Tindemans (CVP), minister spraw zagranicznych
- Mark Eyskens (CVP), minister spraw gospodarczych
- Louis Olivier (PRL), minister robót publicznych, od stycznia 1983 do stycznia 1985 minister klasy średniej
- Herman De Croo (PVV), minister komunikacji, poczty, telefonii i telegrafów
- Michel  Hansenne (PSC), minister zatrudnienia i pracy
- Daniël Coens (CVP), minister edukacji
- Philippe Maystadt (PSC), minister budżetu, polityki naukowej i planowania
- Albert Demuyter (PRL), minister ds. Regionu Stołecznego Brukseli i klasy średniej (do stycznia 1983)
- Paul Hatry (PRL), minister ds. Regionu Stołecznego Brukseli (od stycznia 1983)
- Alfred Vreven (PVV), minister obrony
- Michel Tromont (PRL), minister edukacji (do czerwca 1983)
- André Bertouille (PRL), minister edukacji (od czerwca 1983)
- Jean-Luc Dehaene (CVP), minister spraw społecznych

### Szósty rząd (1985–1987)
- Wilfried Martens (CVP), premier[11]
- Jean Gol (PRL), wicepremier, minister sprawiedliwości i reform instytucjonalnych
- Charles-Ferdinand Nothomb (PSC), wicepremier, minister spraw wewnętrznych, służb publicznych i decentralizacji (do października 1986)
- Joseph Michel (PSC), minister spraw wewnętrznych, służb publicznych i decentralizacji (od października 1986)
- Guy Verhofstadt (PVV), wicepremier, minister budżetu, polityki naukowej i planowania
- Leo Tindemans (CVP), minister spraw zagranicznych
- Mark Eyskens (CVP), minister finansów
- Louis Olivier (PRL), minister robót publicznych
- Herman De Croo (PVV), minister komunikacji i handlu zagranicznego
- Michel  Hansenne (PSC), minister zatrudnienia i pracy
- Daniël Coens (CVP), minister edukacji
- Philippe Maystadt (PSC), minister spraw gospodarczych, od października 1986 wicepremier
- Jean-Luc Dehaene (CVP), minister spraw społecznych i reform instytucjonalnych
- François-Xavier de Donnea (PRL), minister obrony i ds. Regionu Stołecznego Brukseli
- Jacky Buchmann (PVV), minister klasy średniej
- André Damseaux (PRL), minister edukacji (do marca 1987)
- Antoine Duquesne (PRL), minister edukacji (od marca 1987)

### Siódmy rząd (1987–1988)
- Wilfried Martens (CVP), premier[12]
- Jean Gol (PRL), wicepremier, minister sprawiedliwości i reform instytucjonalnych
- Philippe Maystadt (PSC), wicepremier, minister spraw gospodarczych
- Guy Verhofstadt (PVV), wicepremier, minister budżetu, polityki naukowej i planowania
- Leo Tindemans (CVP), minister spraw zagranicznych
- Mark Eyskens (CVP), minister finansów
- Louis Olivier (PRL), minister robót publicznych
- Herman De Croo (PVV), minister komunikacji i handlu zagranicznego
- Joseph Michel (PSC), minister spraw wewnętrznych, służb publicznych i decentralizacji
- Michel  Hansenne (PSC), minister zatrudnienia i pracy
- Daniël Coens (CVP), minister edukacji
- Antoine Duquesne (PRL), minister edukacji
- Jean-Luc Dehaene (CVP), minister spraw społecznych i reform instytucjonalnych
- François-Xavier de Donnea (PRL), minister obrony i ds. Regionu Stołecznego Brukseli
- Jacky Buchmann (PVV), minister klasy średniej

### Ósmy rząd (1988–1991)
- Wilfried Martens (CVP), premier[13]
- Philippe Moureaux (PS), wicepremier, minister ds. Regionu Stołecznego Brukseli (do lipca 1989), minister reform instytucjonalnych, od stycznia 1989 minister ds. restrukturyzacji edukacji, od lipca 1989 minister ds. restrukturyzacji ministerstwa ds. Regionu Stołecznego Brukseli
- Willy Claes (SP), wicepremier, minister spraw gospodarczych i planowania, minister edukacji (do stycznia 1989), od stycznia 1989 minister ds. restrukturyzacji edukacji
- Jean-Luc Dehaene (CVP), wicepremier, minister komunikacji i reform instytucjonalnych
- Melchior Wathelet (PSC), wicepremier, minister sprawiedliwości i klasy średniej
- Hugo Schiltz (VU), wicepremier, minister budżetu i polityki naukowej
- Leo Tindemans (CVP), minister spraw zagranicznych (do stycznia 1989)
- Mark Eyskens (CVP), minister spraw zagranicznych (od stycznia 1989)
- Philippe Maystadt (PSC), minister finansów
- Robert Urbain (PS), minister handlu zagranicznego
- Michel  Hansenne (PSC), minister służb publicznych (do marca 1989)
- Raymond Langendries (PSC), minister służb publicznych (od marca 1989)
- Freddy Willockx (SP), minister poczty, telefonii i telegrafów (do stycznia 1989)
- Marcel Colla (SP), minister poczty, telefonii i telegrafów (od stycznia 1989)
- Philippe Busquin (PS), minister spraw społecznych
- Guy Coëme (PS), minister obrony
- Paula D’Hondt (CVP), minister robót publicznych (do stycznia 1989)
- Louis Tobback (SP), minister spraw wewnętrznych, modernizacji służb publicznych oraz krajowych instytucji kultury i nauki
- Yvan Ylieff (PS), minister edukacji (do stycznia 1989)
- André Geens (VU), minister współpracy rozwojowej
- Alain Van der Biest (PS), minister ds. emerytur (do maja 1990)
- Gilbert Mottard (PS), minister ds. emerytur (od maja 1990)
- Luc Van den Brande (CVP), minister zatrudnienia i pracy

### Dziewiąty rząd (1991–1992)
- Wilfried Martens (CVP), premier[14]
- Philippe Moureaux (PS), wicepremier, minister reform instytucjonalnych, ds. restrukturyzacji edukacji, od stycznia 1992 minister spraw społecznych
- Willy Claes (SP), wicepremier, minister spraw gospodarczych i planowania, ds. restrukturyzacji edukacji
- Jean-Luc Dehaene (CVP), wicepremier, minister komunikacji i reform instytucjonalnych
- Melchior Wathelet (PSC), wicepremier, minister sprawiedliwości i klasy średniej
- Wivina Demeester (CVP), minister budżetu i polityki naukowej (do stycznia 1992)
- Mark Eyskens (CVP), minister spraw zagranicznych
- Philippe Maystadt (PSC), minister finansów
- Robert Urbain (PS), minister handlu zagranicznego
- Philippe Busquin (PS), minister spraw społecznych (do stycznia 1992)
- Guy Coëme (PS), minister obrony
- Louis Tobback (SP), minister spraw wewnętrznych, modernizacji służb publicznych oraz krajowych instytucji kultury i nauki
- Erik Derycke (SP), minister współpracy rozwojowej
- Gilbert Mottard (PS), minister ds. emerytur
- Luc Van den Brande (CVP), minister zatrudnienia i pracy (do stycznia 1992)
- Marcel Colla (SP), minister poczty, telefonii i telegrafów
- Raymond Langendries (PSC), minister służb publicznych